# Carin Bakkum
Carin Bakkum (25 luglio 1962) è un'ex tennista olandese.

## Carriera
Nei tornei del Grande Slam ha ottenuto il suo miglior risultato raggiungendo i quarti di finale di doppio misto agli Australian Open nel 1988, in coppia con il connazionale Tom Nijssen.
In Fed Cup ha disputato una sola partita, ottenendo nell'occasione una vittoria.

## Statistiche

### Doppio

#### Vittorie (1)
| Numero | Anno           | Torneo                      | Superficie  | Compagna        | Avversarie in finale             | Punteggio |
| 1.     | 11 luglio 1986 | Ellesse Grand Prix, Perugia | Terra rossa | Nicole Jagerman | Csilla Bartos-Cserepy Amy Holton | 6-4, 6-4  |

### Doppio

#### Finali perse (4)
| Numero | Anno             | Torneo                  | Superficie  | Compagna        | Avversarie in finale              | Punteggio     |
| 1.     | 13 novembre 1988 | Brasil Open, Guarujá    | Cemento     | Simone Schilder | Bettina Fulco Mercedes Paz        | 3-6, 4-6      |
| 2.     | 23 luglio 1989   | Belgian Open, Bruxelles | Terra rossa | Simone Schilder | Manon Bollegraf Mercedes Paz      | 1-6, 2-6      |
| 3.     | 15 luglio 1990   | Swedish Open, Båstad    | Terra rossa | Nicole Jagerman | Mercedes Paz Tine Scheuer-Larsen  | 3-6, 7-6, 2-6 |
| 4.     | 22 luglio 1990   | Estoril Open, Estoril   | Terra rossa | Nicole Jagerman | Sandra Cecchini Patricia Tarabini | 6-1, 2-6, 3-6 |